# Emstek
Emstek is een gemeente in de Duitse deelstaat Nedersaksen. De gemeente maakt deel uit van het Landkreis Cloppenburg.
Emstek telt 12.362 inwoners.

## Dorpen in de gemeente Emstek
- Bühren: 5 km ten ZO (zuidoosten) van Emstek; nabij afrit 65 van de Autobahn A1 die daar op de Bundesstraße 72 uitkomt; tot Bühren behoren de gehuchten:
  - Husum, Palmpohl, Penkhusen, Poggenschlatt, Repke, Schneiderkrug, Sülzbühren en Westerbühren
- Drantum: 4 km ten ZO van Emstek; van Bühren gescheiden door de A1; aan de noordkant van de B72
- Diekhaus: verspreide bebouwing/ boerderijen, ten ZW van Emstek, richting Cappeln
- Emstek, met de gehuchten (Ortsteile):
  - Hesselnfeld en Desum
- Garthe: 5 km ten O van Emstek en direct ten N van Drantum; hiertoe behoort het gehucht:
  - Egterholz (dit plaatsje bestond reeds in het jaar 872 en bestond toen uit twee grote boerderijen)
- Halen: 2 km ten N van Emstek
- Höltinghausen: 4 km ten NW van Emstek, aan de spoorlijn; het station van het dorp wordt niet meer gebruikt
- Hoheging: een in 1910 gestichte veenkolonie, 6 km ten N van Emstek aan de B 213 Cloppenburg - Wildeshausen; incl. de gehuchten:
  - Kellerhöhe en Bürgermoor
- Westeremstek: tussen het centrum van het dorp Emstek en de afrit van de B72.

## Infrastructuur, verkeer, economie
De gemeente Emstek ligt logistiek gunstig aan het Dreieck Ahlhorner Heide, waar de Autobahn A 29 naar Wilhelmshaven via Oldenburg zich afsplitst van de Autobahn A 1 van Osnabrück naar Bremen. Tussen  deze splitsing van Autobahnen en afrit 65 van de A 1 bij Drantum is vanaf het jaar 2001 een 3 km2 groot bedrijventerrein met de naam ecopark ontwikkeld, voor logistieke bedrijven en voor innovatieve, "duurzame" nieuwe ondernemingen.
Een ouder, rond het jaar 1989 ontwikkeld bedrijventerrein ligt ten zuidwesten van Emstek en Westeremstek bij de afrit van de B 72.
De gemeente beschikt mede hierdoor over veel middelgrote en kleine bedrijven in bijna alle denkbare branches. De meeste daarvan zijn echter van slechts regionaal belang.
Ook landbouw en, vanwege het natuurschoon, toerisme, zijn belangrijk voor de gemeentelijke economie.
Openbaar vervoer binnen de gemeente is beperkt tot busdiensten, bedoeld voor scholierenvervoer naar de grotere plaatsen in de omgeving v.v.. Via de Duitse (niet-commerciële) website www.moobilplus.de kan men vervoer binnen de gemeente Emstek met taxi-, buurt- of belbussen reserveren. Wie van het dorp Emstek langs het Museumsdorf Cloppenburg naar Station Cloppenburg fietst (8 km), kan daar de trein nemen naar bijvoorbeeld  station Oldenburg Hbf.

## Geschiedenis
Emstek wordt in de tijd van  Karel de Grote, rond het jaar 800, in een document over schenkingen aan het Klooster Verden, voor het eerst vermeld. In een geschrift uit 947 wordt het dorp vermeld  als „Emphstece", en Drantum als „Driontheim", alsmede Garthe. Tot 1159 waren de bewoners van het naburige Cappeln kerkelijk gezien parochianen van Emstek. Iets ten zuiden van het dorp Emstek bevindt zich op een heuveltje in een bos bij de Bundesstraße B72 een gedenksteen ter herinnering aan  het Gogericht auf dem Desum, waar van de 14e t/m de 17e eeuw in de open lucht recht gesproken werd.  Dichtbij dit Gogericht (gouwgerecht) liep een zeer oude handelsweg van Nederland naar de Lüneburger Heide en verder. Mogelijk was deze locatie een meer dan 1000 jaar oude dingplaats van de Saksen.
Tot 1152 was Emstek deel van het Graafschap Ravensberg en van 1152 tot 1803 behoorde Emstek tot het gebied van het Prinsbisdom Münster.
Van 1882 tot rond 1990 (voor reizigerstreinen tot 1952) was het gehucht Schneiderkrug halteplaats aan een, vooral voor goederenvervoer druk gebruikt spoorlijntje van Vechta naar Ahlhorn, gem. Großenkneten. Dit plaatsje was in die tijd belangrijker dan  het naburige, veel grotere dorp Bühren.

## Bezienswaardigheden
- Diverse natuurgebieden, o.a. de Ahlhorner Fischteiche aan de Lethe. Zie Ahlhorner Fischteiche op de Duitse Wikipedia
- De deels uit 1540 daterende Kokenmühle tussen Endel en Gartherfeld (geopend voor trouw- en andere feesten; incidenteel rondleidingen)
- Halen heeft een grote recreatieplas voor strandvermaak e.d.

## Afbeeldingen

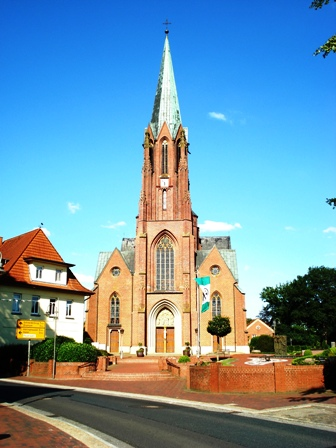
Emstek, St. Margaretakerk
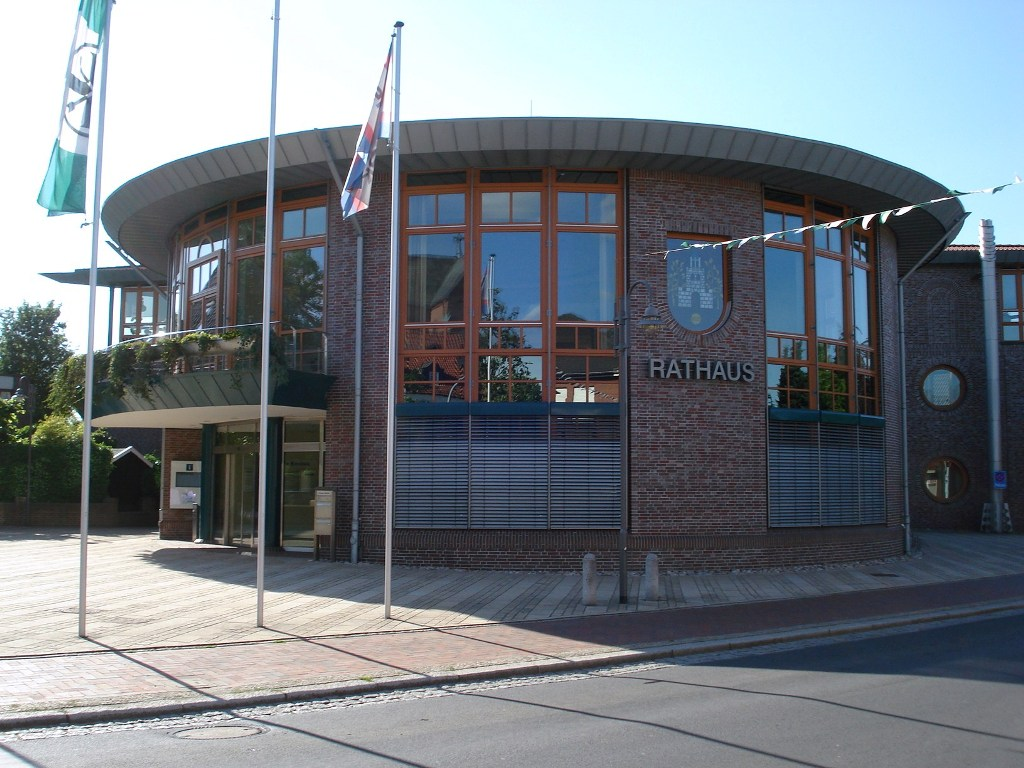
Emstek, gemeentehuis
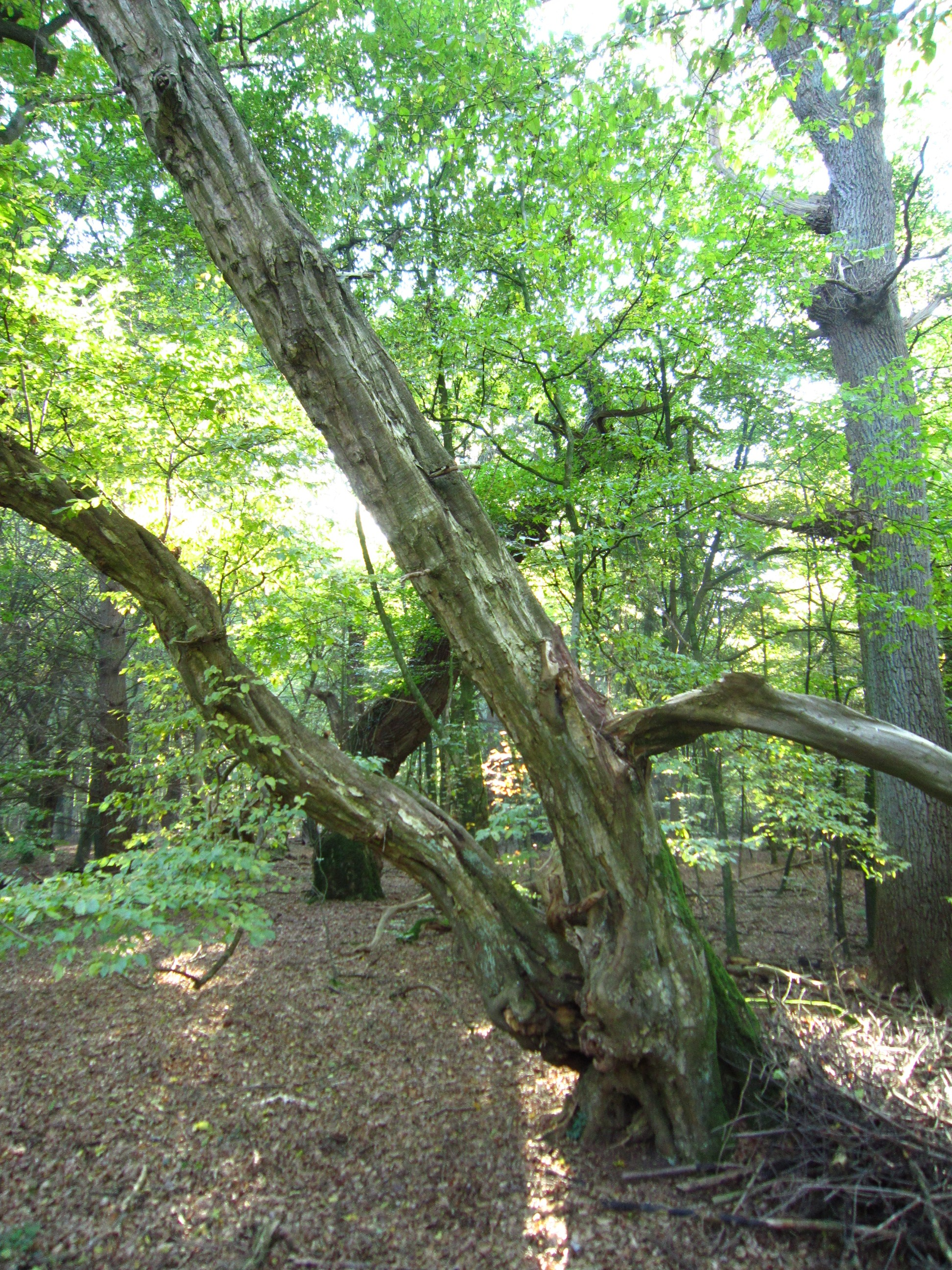
Natuurgebied Urwald bij Halen
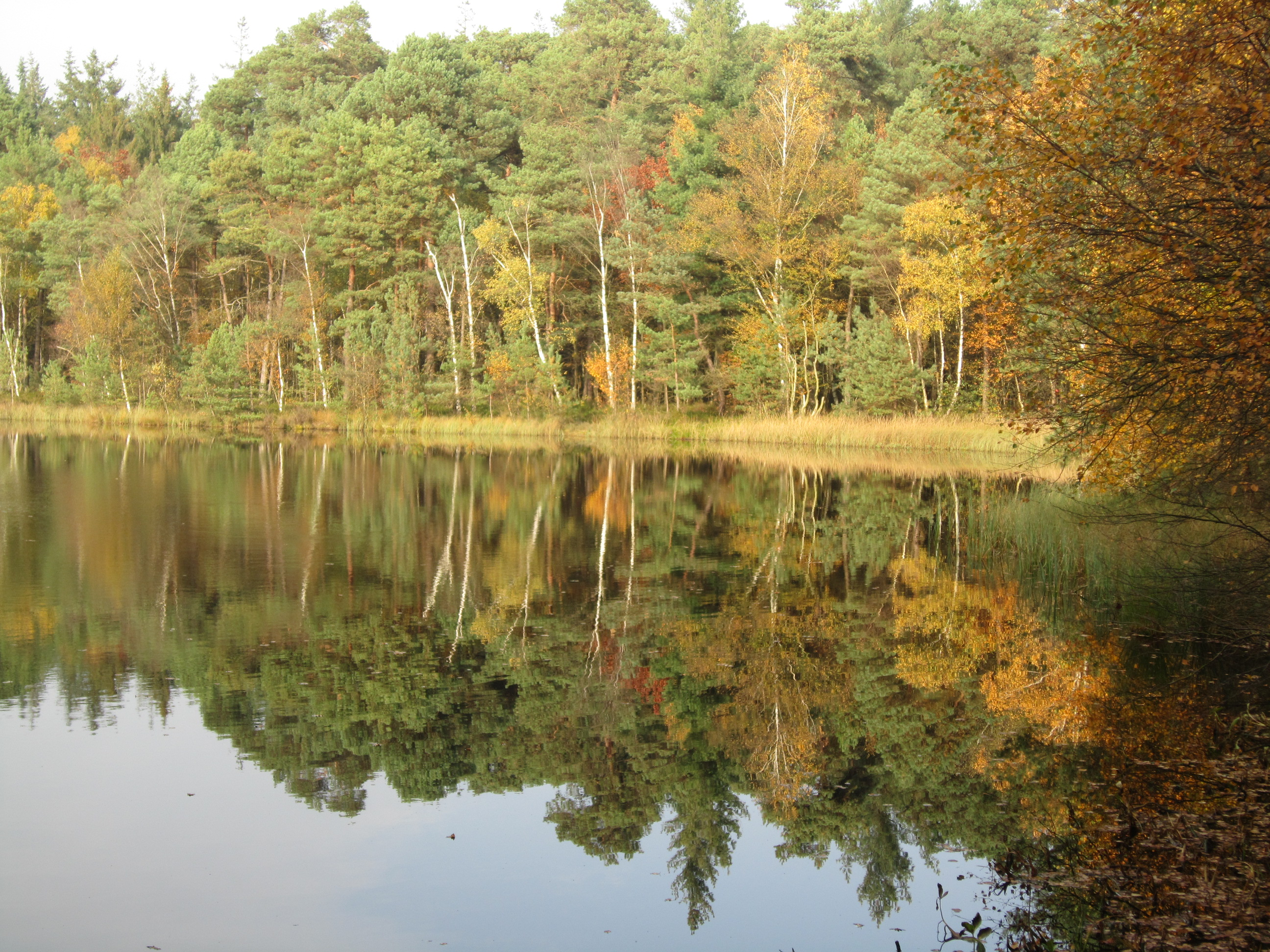
De Dianasee
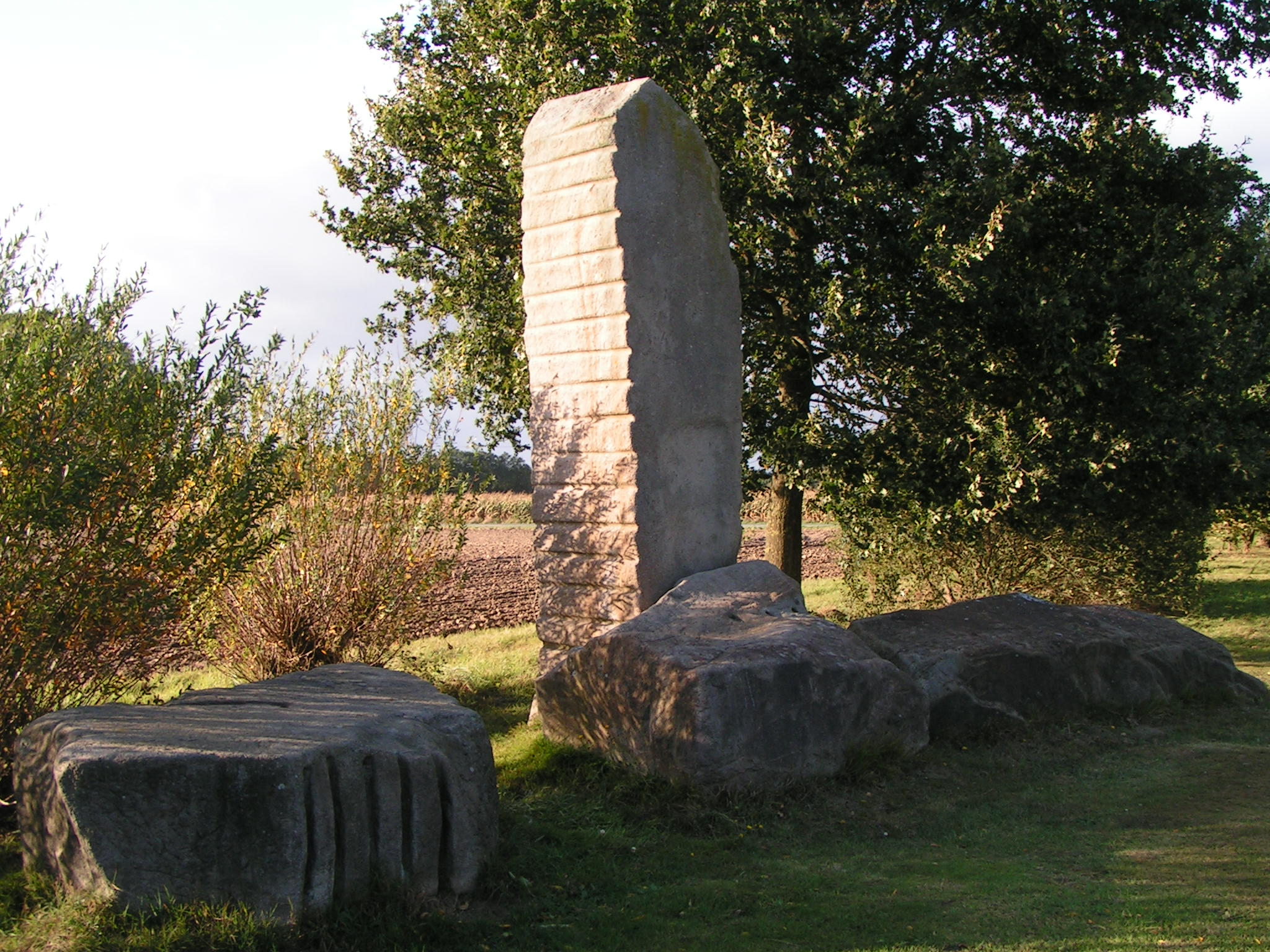
Monument Gogericht Desum
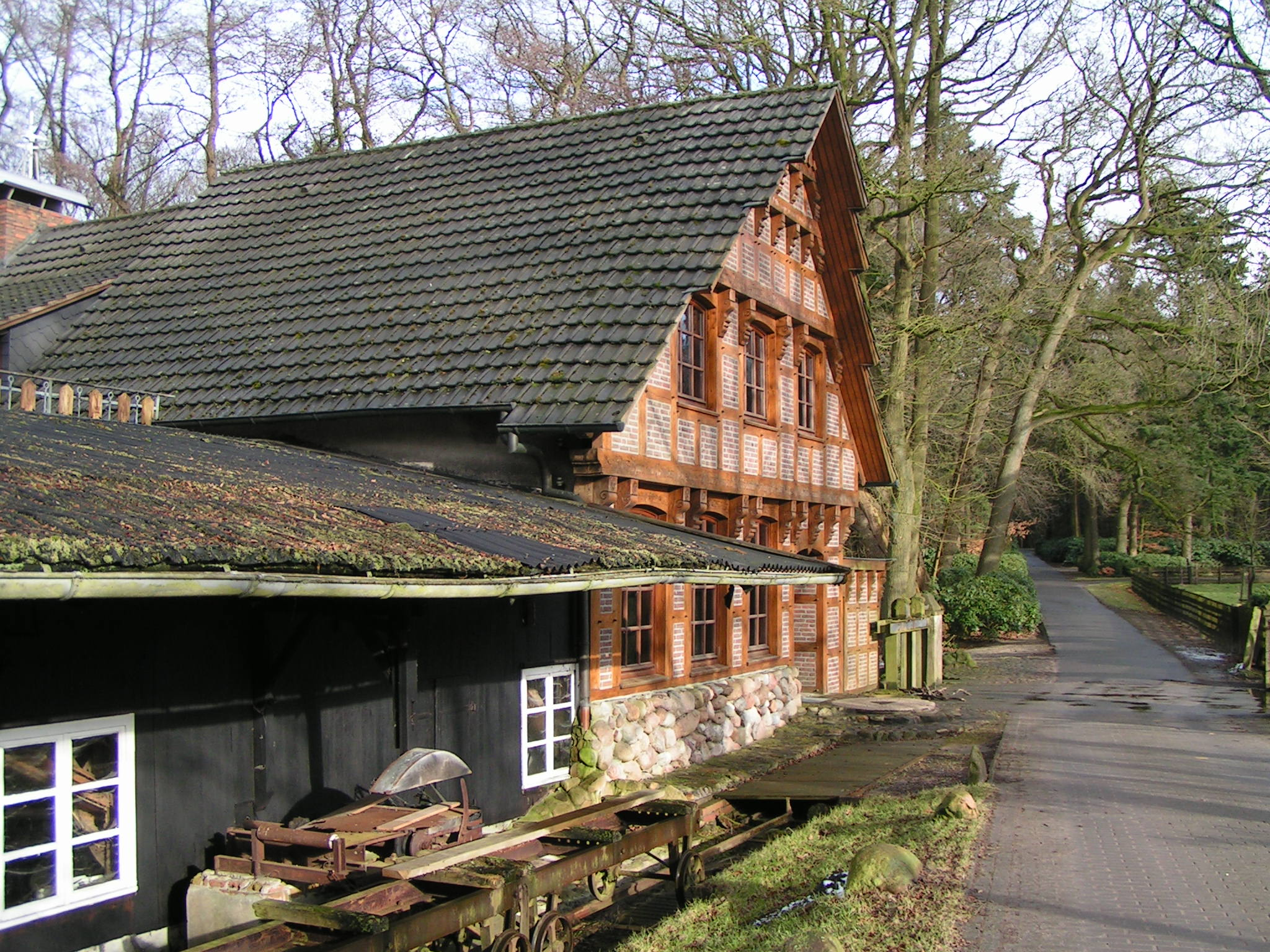
De Kokenmühle tussen Endel en Gartherfeld
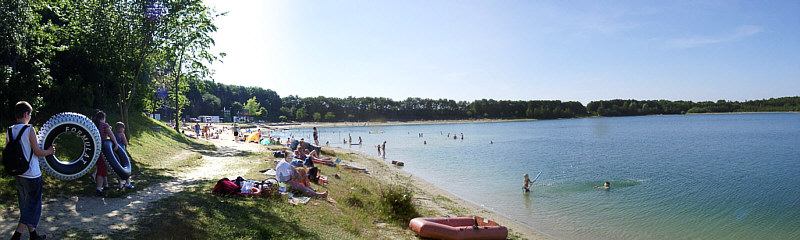
Recreatieplas bij Halen
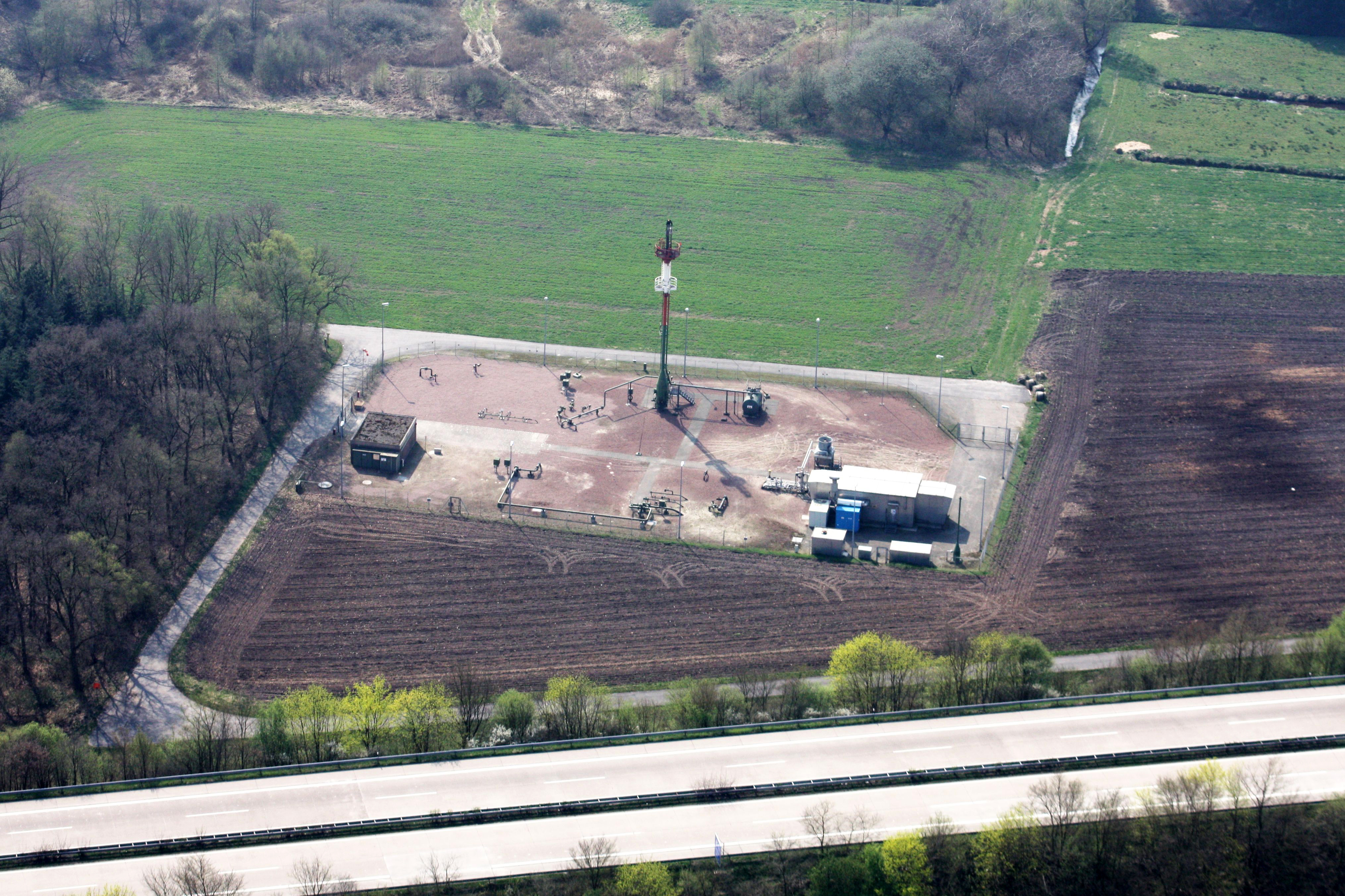
Aardgaswinningslocatie aan de A29 nabij Ahlhorner Dreieck

- Gemeinsame Normdatei: 4216487-4
- Virtual International Authority File: 248603923
- WorldCat: E39PBJgXhgFj3fWwtbyvK37PwC

Barßel · Bösel · Cappeln · Cloppenburg · Emstek · Essen · Friesoythe · Garrel · Lastrup · Lindern · Löningen · Molbergen · Saterland